# Mezquita Kiliç Ali Pasha
El complejo Kılıç Ali Pasha (en turco: Kılıç Ali Paşa Camii) es un conjunto de edificios de arquitectura otomana proyectados y construidos entre 1580 y 1587 por el arquitecto Mimar Sinan, que por aquel entonces contaba ya 90 años. La mezquita en sí fue construida entre 1578 y 1580, y se ubica en el barrio de Tophane, en el distrito de Beyoğlu de la ciudad de Estambul, en Turquía. Fue bautizada así en honor al aristócrata otomano Kılıç Ali Paxá (Uluj Alí).
El complejo de edificios está constituido por una mezquita, una madrasa, un baño turco, un türbe y una fuente, y fue construido originalmente por orden del Capital Paxá (Gran Almirante) Uluj Ali. La mezquita del complejo es similar a una versión menor de Santa Sofía.

## Arquitectura
Se han conservado dos cronogramas que datan la mezquita, en los cuales figura el año 988 desde la Hégira (calendario islámico), que se corresponde con el año 1580 del calendario juliano. Una de estas inscripciones, localizada en la entrada exterior del complejo, contiene también un poema de 4 versículos, escrito en la caligrafía Jali Thuluth.
Las tres puertas del patio están ornamentadas. El patio también posee una fuente en mármol de ablución frente a la sala de oración, rodeada por ocho columnas y resguardada de los elementos por una cúpula. El techo del balcón exterior de la fachada oeste descansa sobre 12 columnas, todas ellas con capiteles en forma de rombos. En el centro de este balcón se halla un portal de mármol.
Por otra parte, en el patio exterior del cementerio se levanta un türbe octogonal con una cúpula, erigido también por Mimar Sinan; las puertas de madera del mismo están recubiertas de nácar. Asimismo, cabe mencionar que la tumba de Kılıç Ali se encuentra dentro del edificio. A la derecha de la mezquita se halla el baño turco, cuya construcción finalizó en 1583